# The Woman Beneath
The Woman Beneath è un film muto del 1917 diretto da Travers Vale.

## Produzione
Il film fu prodotto dalla Peerless Productions e dalla World Film.

## Distribuzione
Il copyright del film, richiesto dalla World Film Corp., fu registrato il 12 settembre 1917 con il numero LU11405. Distribuito dalla World Film il 24 settembre 1914, il film fu presentato da William A. Brady.